# Leptines (Politiker)
Leptines (altgriechisch Λεπτίνης) war ein athenischer Staatsmann, der in der ersten Hälfte des 4. Jahrhunderts v. Chr. ein nicht geringes Ansehen besaß.
Er riet im Jahre 369 zu einem Bündnis mit Sparta und schlug 356 ein Gesetz vor, das die Ateleia, die Befreiung von Abgaben für den Staat, vermindern sollte. Der Redner Demosthenes trat ein Jahr später mit der Rede gegen Leptines gegen dieses Gesetz auf und war erfolgreich – das Gesetz wurde abgeschmettert.